# Glorieta de Sant Grau
La Glorieta de Sant Grau és un petit edifici del municipi de Caldes de Malavella (Selva) que forma part de l'Inventari del Patrimoni Arquitectònic de Catalunya. Està situada al turó de St. Grau, al nucli urbà, molt a prop de l'església amb el mateix nom i de les termes romanes.

## Descripció
És un templet de planta octogonal de maó vist, sobre una base d'aparellat belga. Vuit pilastres cantoneres de maó vist i capitells amb motius florals de terra cuita, assenyalen vuit panys de paret en els quals hi ha vuit obertures en arc de mig punt; tot és de maó vist excepte les impostes que són de terra cuita i amb motius florals. Sobre les pilastres unes fileres de maó que formen una mena d'arquitrau, sobre el que hi ha una cornisa esgraonada de maó vist. Està coronat amb una cúpula semi- esfèrica amb vuit òculs, i a la part superior una imàtge que podria representar l'abundància.